# Stemma di Monza
Lo stemma della città di Monza è costituito da uno scudo sannitico di colore azzurro, al cui interno sono rappresentate (non fedelmente) la Corona ferrea e la Croce di Berengario. Lo scudo è contornato da una fascia d'argento con la scritta latina Est sedes Italiæ Regni Modœtia magni ("Monza è la sede del grande Regno d'Italia"). Lo scudo è contornato da rami d'ulivo e di quercia legati da un nastro rosso ed è timbrato da una corona da città.

## Blasonatura

Bandiera della città

Lo stemma, approvato con D.C.G. del 29 maggio 1933, ha la seguente blasonatura:
La descrizione del gonfalone è la seguente:

## Storia

### Lo stemma medievale

Antico stemma del Comune di Monza (XIII secolo)

L'antico stemma medievale del Comune di Monza è costituito da uno scudo bianco in cui è raffigurata una luna crescente rossa con un bianco semicerchio al mento. Lo stemma, con ogni probabilità, risale al XIII secolo.
Se ne trova una rappresentazione nella miniatura posta sul frontespizio del Codice degli Statuti del Comune tuttora conservato nella Biblioteca capitolare del Duomo di Monza. Anche una pittura trecentesca nella monzese Casa dei Decumani riproduce lo stemma comunale con la luna crescente rossa in campo bianco. Una copia scolpita ottocentesca è incastonata nel fastigio della cosiddetta "Torre di Teodolinda".
Secondo l'interpretazione dello storico del XIV secolo Bonincontro Morigia, che si richiama alla simbologia medievale, la luna è simbolo del potere imperiale, riflesso nel sole bianco che è riferito al potere papale.

### Lo stemma attuale

Stemma di Monza derivante da un disegno presente sulla copertina delle Memorie storiche della Città di Monza di Giuseppe Marimonti (1841)

Sempre secondo il Morigia, lo stemma riportante il motto e la corona ferrea sarebbe stato concesso in origine quale sigillo da Ottone III di Sassonia in occasione della sua incoronazione avvenuta a Monza nell'anno 996. Successivamente lo stemma venne riconosciuto, con un decreto del 6 maggio 1835, dall'imperatore Ferdinando I d'Austria e fu poi confermato, in forma quasi identica, da un decreto di re Vittorio Emanuele III del 1933.
Nel 1916 il sindaco di Monza Ezio Riboldi propose di stabilire come colori per il drappo del comune il bianco e l'azzurro, con al centro lo stemma cittadino. La scelta dei colori era dovuta ad uno studio storico del Riboldi, in cui (erroneamente) trovò che l'antico stemma della città rappresentava "un sole rosseggiante con luna falcata bianca al mento su scudo azzurro". Nel 1923 il professore Giuseppe Riva scoprì invece che lo sfondo della bandiera storica di Monza non era azzurro, bensì bianco. A confermare la sua scoperta fu la descrizione della bandiera del comune da parte del Morigia, che la descrisse come "una bandiera di campo bianco avente nel mezzo una luna rossa".
Nel 2003 lo stemma fu ridisegnato in modo che ne venisse usata una versione uniforme da parte di tutti gli uffici comunali.